# Park na Klárově
Park na Klárově je malý městský park, který se nachází v Praze na Klárově, naproti stanici metra Malostranská.

## Další informace
Parčík lemovaný na východní straně stromořadím smutečních vrb se nachází v jihovýchodní části prostoru Klárova, jehož podoba je výsledkem rozsáhlé asanace ve 20. letech 20. století, k níž došlo v souvislosti s výstavbou Mánesova mostu. V parku jsou dva významné pomníky: 
- památník II. odboji – bronzový pomník na mohutném žulovém podstavci má tvar potrhané české vlajky; dílo sochaře Vladimíra Preclíka stojí uprostřed parku od roku 2006,
- památník Okřídlený lev – pomník věnovaný československým letcům, kteří za druhé světové války působili v Britském královském letectvu, je dílem britského sochaře Colina Spoffortha a byl odhalen v roce 2014.

Park je každodenně přístupný bez omezení. V parku by mělo v roce 2022 přibýt 23 stromů, které ho odstíní od rušné křižovatky.

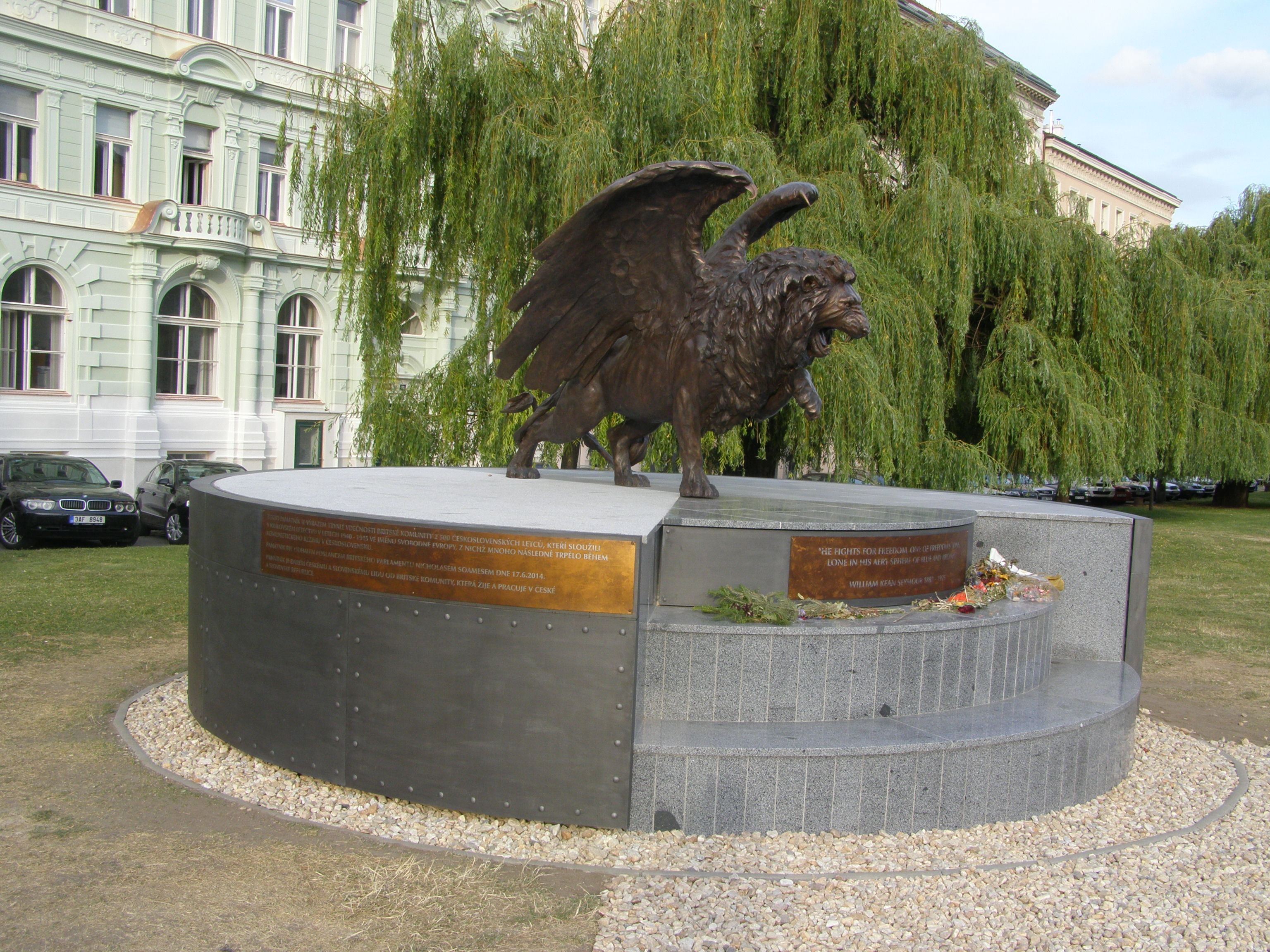
Okřídlený lev